# Asher Hinds

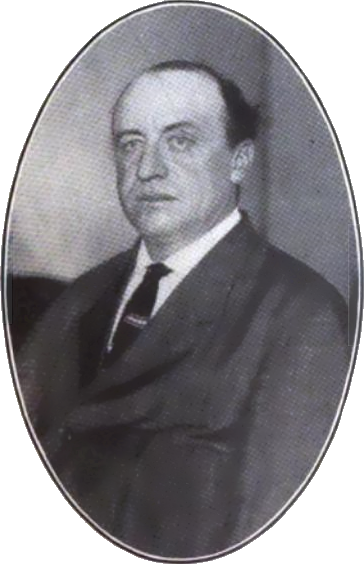
Asher Hinds (1910)

Asher Crosby Hinds (* 6. Februar 1863 in Benton, Kennebec County, Maine; † 1. Mai 1919 in Washington, D.C.) war ein US-amerikanischer Politiker. Zwischen 1911 und 1917 vertrat er den Bundesstaat Maine im US-Repräsentantenhaus.

## Werdegang
Asher Hinds besuchte die öffentlichen Schulen seiner Heimat und das Coburn Classical Institute.  Danach studierte er bis 1883 am Colby College in Waterville. Ab 1884 war er in Portland im Zeitungsgeschäft tätig. In den Jahren 1889 bis 1891 arbeitete er für den damaligen Sprecher des US-Repräsentantenhauses, Thomas Brackett Reed. Zwischen 1895 und 1911 blieb Hinds in der Verwaltung des Repräsentantenhauses.
Politisch war Hinds Mitglied der Republikanischen Partei. Bei den Kongresswahlen des Jahres 1910 wurde er im ersten Wahlbezirk von Maine in das US-Repräsentantenhaus in Washington gewählt. Dort trat er am 4. März 1911 die Nachfolge des zwischenzeitlich verstorbenen  Amos L. Allen an. Nach zwei Wiederwahlen konnte Hinds bis zum 3. März 1917 drei Legislaturperioden im Kongress absolvieren. In dieser Zeit wurden dort der 16. und der 17. Verfassungszusatz beraten und verabschiedet.
Nach dem Ende seiner Zeit im US-Repräsentantenhaus blieb Asher Hinds in Washington wohnhaft. Dort ist er am 1. Mai 1919 verstorben. Anschließend wurde er in Portland beigesetzt.